# Polderbeek
De Polderbeek is een beek die stroomt door Zele, Hamme en Waasmunster en is ongeveer 8km lang. Ze splitst van de Rodebeek op de grens tussen Hamme en Waasmunster, en mondt samen met de Lokerenbeek uit in de rivier de Durme. 
Doordat ze een aantal akkers en huizen passeert vertakt de beek veel, maar haar vroegere koers is nog duidelijk zichtbaar.